# Geraldo Bulhões
Geraldo Bulhões Barros (Santana do Ipanema, 19 de fevereiro de 1938 – Maceió, 27 de maio de 2019) foi um promotor de justiça, procurador e político brasileiro, outrora governador de Alagoas entre 1991 e 1995.

## Dados biográficos
Filho de Benício Mendes Barros e Aquilina Bulhões Barros. Formou-se em Direito em 1963 com pós-graduado em 1965 na Universidade Federal de Alagoas. Foi promotor de justiça adjunto em Pão de Açúcar e procurador em Maceió e durante os governos de Luís Cavalcanti, João Tubino e Lamenha Filho foi incorporador, diretor financeiro e assessor jurídico da Companhia de Habitação Popular de Alagoas e nela acumulou os postos de assessor técnico-jurídico e secretário do Conselho de Desenvolvimento de Alagoas.
Ao deixar o governo ingressou na ARENA e foi eleito deputado federal em 1970, 1974 e 1978 migrando para o PDS com o fim do bipartidarismo no governo João Figueiredo. Foi reeleito em 1982 e nesse período, embora tenha votado a favor da Emenda Dante de Oliveira em 1984, escolheu Paulo Maluf no Colégio Eleitoral em 1985. Sua carreira política sofreu uma guinada a partir de seu ingresso no PMDB, após o fim do Regime Militar de 1964 quando aliou-se a Fernando Collor e Renan Calheiros: o primeiro foi eleito governador de Alagoas enquanto Calheiros e Bulhões foram reconduzidos à Câmara dos Deputados em 1986 e participaram da Assembleia Nacional Constituinte que elaborou a Constituição de 1988.
Reunido sob a legenda do PRN, o referido triunvirato experimentou a vitória nas eleições presidenciais de 1989, quando Fernando Collor derrotou Luiz Inácio Lula da Silva em segundo turno e Renan Calheiros assumiu o posto de líder do governo na Câmara. Aparentemente em uníssono, o grupo se esfacelou em razão das eleições para o governo alagoano em 1990 quando Geraldo Bulhões migrou para o PSC e disputou a eleição contra Renan Calheiros. Numa campanha renhida e exaltada, a realização do segundo turno foi adiada sob ocorrência de fraude. Vitoriosa, a candidatura de Bulhões, seu rival, rompeu com o governo federal e posicionou-se a favor do impeachment do presidente da República em 1992.
Filiado ao PFL, foi derrotado na eleição para senador em 2002.
Faleceu em 27 de maio de 2019, aos 81 anos de idade, em decorrência de complicações respiratórias.